# Alameda (Kalifornie)
Alameda je město v okresu Alameda County ve státu Kalifornie. Podle sčítání obyvatelstva v roce 2010 zde žilo 73 812 obyvatel. Celková rozloha města činí 60 km². Leží na ostrovech Alameda island a Bay farm island. Sousedí s Oaklandem a se Sanfranciským zálivem. Město bylo založeno v roce 1854.